# Гладкий, Александр Николаевич
 Алекса́ндр Никола́евич Гла́дкий  (укр. Олександр Миколайович Гладкий; род. 24 августа 1987[…], Лозовая, Харьковская область) — украинский футболист, нападающий клуба «Авангард». Выступал за национальную сборную Украины.

## Клубная карьера
Воспитанник детско-юношеской спортивная школа (ДЮСШ) родного города Лозовая. Первым тренером Александра Гладкого являлся Сергей Лобач. В четырнадцатилетнем возрасте выступал за резервный состав лозовского «Авангарда» в чемпионате области. Летом 2004 года окончил спортинтернат Харьковского училища физической культуры № 1. Выступая за ХГВУФК в детско-юношеской футбольной лиге Украины, где сыграл более полсотни матчей и забил около сорока голов.
В 2004 году начал выступать за «Металлист» и «Металлист-2» в Первой и Второй лигах Украины соответственно. 25 июля 2004 года дебютировал в чемпионате Украины в матче против полтавской «Ворсклы» (1:0). Зимой 2005 года стал игроком харьковского «Арсенала» из Первой лиги. Вместе с командой завоевал право выхода в Высшую лигу страны, однако в итоге «Арсенал» был заменён на новосозданный клуб «Харьков», где Александр Гладкий и продолжил выступления. В сезоне 2006/07 нападающий Гладкий стал лучшим бомбардиром чемпионата с 13 забитыми мячами.
Летом 2007 года за 2,5 млн евро контракт игрока был выкуплен донецким «Шахтёром». Сезон 2007/08 завершился для команды победой в чемпионате и кубке страны. Гладкий по итогам чемпионата стал лучшим бомбардиром клуба с 17 голами. В 2009 году в составе команды стал победителем последнего розыгрыша Кубка УЕФА. «Шахтёр» в финале турнира обыграл немецкий «Вердер» со счётом (2:1).

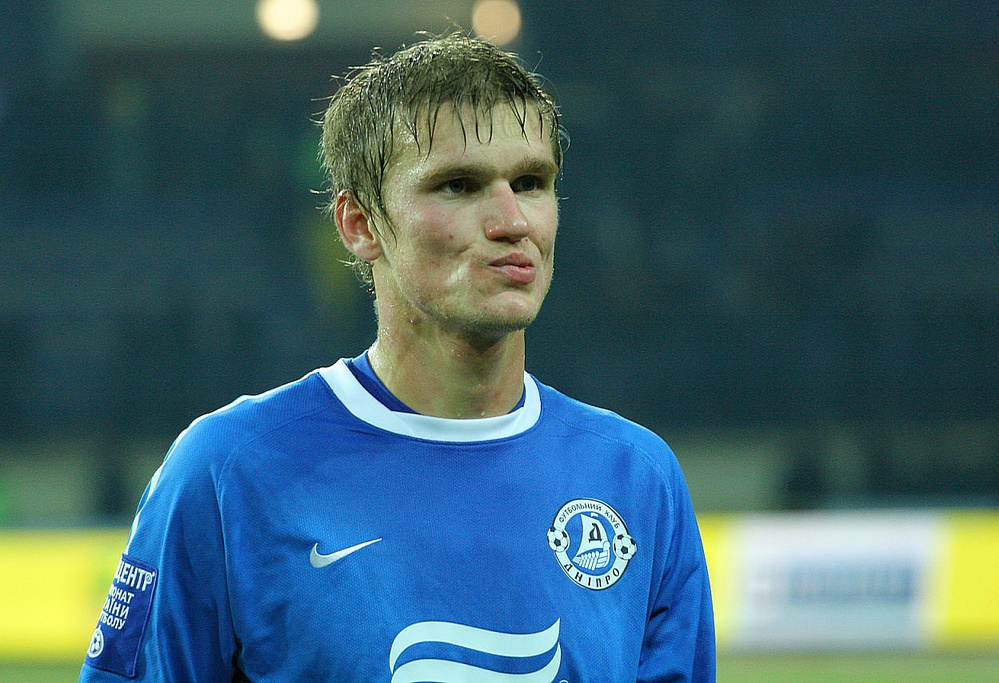
Гладкий в составе «Днепра», 2011 год

В августе 2010 года Гладкий перешёл в днепропетровский «Днепр», клуб заплатил за негу дончанам 7 млн евро. Зимой 2012 года перешёл на правах аренды во львовские «Карпаты» до конца сезона 2011/12. По окончании сезона арендное соглашение было продлено на год. В сезоне 2012/13 Гладкий вновь выступал за львовян на правах аренды.
29 мая 2014 года нападающий заключил двухлетний контракт с донецким «Шахтёром». В игре за Суперкубок Украины 2014 года против киевского «Динамо» (2:0) Гладкий забил свой четвёртый гол в матчах за Суперкубок и стал лучшим бомбардиром за всю историю розыгрыша турнира.
В мае 2016 года заключил трёхлетнее соглашение с киевским «Динамо» на правах свободного агента. В новой команде выступал под «7» номером. Спустя полгода, в марте 2017 года Гладкий перешёл на правах аренды в «Карпаты» сроком на полгода.
В июле 2017 года «Динамо» предоставило статус свободного агента, после чего игрок подписал контракт с «Карпатами». В декабре 2017 года Гладкий покинул стан львовян.
Весной 2018 года находился на просмотре в польском «Лехе», однако в итоге стал футболистом одесского «Черноморца». Игра против кропивницкой «Звезды» 19 мая 2018 года стала 300-й для Гладкого в чемпионате Украины. По окончании сезона 2017/18 Гладкий покинул стан «Черноморца», вылетевшего в Первую лигу по итогам сезона.
31 августа 2018 года на правах свободного агента стал игроком клуба турецкой Суперлиги «Ризеспор». 16 сентября 2018 года провёл первый матч за новую команду, выйдя на замену за 1 минуту до финального свистка в домашнем матче против «Бурсаспора» (1:1). За полгода в клубе провёл 8 матчей в чемпионате Турции, в которых не забил ни одного гола.
30 января 2019 года покинул идущий в зоне вылета «Ризеспор» и подписал полуторагодичный контракт с клубом Первой лиги «Адана Демирспор».
В сентябре 2020 года вернулся в Украину и подписал контракт с луганской «Зарей».
Летом 2022 года подписал контракт с одесским «Черноморцем».

## Карьера в сборной
Выступал за юношеские сборные Украины до 17 и до 19 лет, а также за молодёжную сборную до 21 года. Участник финальной стадии юношеского чемпионата Европы до 17 лет (Франция, 2004). Бронзовый призёр юношеского чемпионата Европы до 19 лет (Швейцария, 2004). Участник финальной стадии молодёжного чемпионата мира до 20 лет (Нидерланды, 2005).
Дебют в национальной сборной Украины составлялся 22 августа 2007 года в товарищеской игре против Узбекистана (2:1), в которой Гладкий отметился забитым голом. Всего за сборную Украины провёл 11 матчей и забил 1 гол.

## Достижения

### Командные
«Арсенал» (Харьков)
- Серебряный призёр Первой лиги Украины: 2004/05

«Шахтёр» (Донецк)
- Чемпион Украины (2): 2007/08, 2009/10
- Обладатель Кубка Украины (3): 2007/08, 2015/16
- Обладатель Суперкубка Украины (3): 2008, 2010, 2014
- Обладатель Кубка УЕФА: 2008/09

«Динамо» (Киев)
- Обладатель Суперкубка Украины: 2016

Сборная Украины (до 19 лет)
- Бронзовый призёр юношеского чемпионата Европы до 19 лет: 2004

### Личные
- Член бомбардирского Клуба Олега Блохина: 129 голов[23]
- Лучший бомбардир Чемпионата Украины: 2006/07
- Член бомбардирского Клуба Сергея Реброва: 99 голов
- Лучший бомбардир в истории Суперкубка Украины (4 гола)
- Кавалер ордена «За мужество» III степени (2009 год)[24]

## Клубная статистика
| Клуб             | Сезон            | Чемпионат | Чемпионат | Кубок | Кубок | Еврокубки | Еврокубки | Суперкубок | Суперкубок | Всего | Всего |
| Клуб             | Сезон            | Игры      | Голы      | Игры  | Голы  | Игры      | Голы      | Игры       | Голы       | Игры  | Голы  |
| ---------------- | ---------------- | --------- | --------- | ----- | ----- | --------- | --------- | ---------- | ---------- | ----- | ----- |
| Металлист        | 2003/04          | 8         | 3         | —     | —     | —         | —         | —          | —          | 8     | 3     |
| Металлист        | 2004/05          | 9         | 1         | 2     | 0     | —         | —         | —          | —          | 11    | 1     |
| Металлист        | Итого            | 17        | 4         | 2     | 0     | —         | —         | —          | —          | 19    | 4     |
| Арсенал          | 2004/05          | 10        | 4         | —     | —     | —         | —         | —          | —          | 10    | 4     |
| Арсенал          | Итого            | 10        | 4         | 0     | 0     | —         | —         | —          | —          | 10    | 4     |
| Харьков          | 2005/06          | 25        | 1         | 2     | 1     | —         | —         | —          | —          | 27    | 2     |
| Харьков          | 2006/07          | 29        | 13        | 1     | 0     | —         | —         | —          | —          | 30    | 13    |
| Харьков          | Итого            | 54        | 14        | 3     | 1     | —         | —         | —          | —          | 57    | 15    |
| Шахтёр           | 2007/08          | 29        | 17        | 7     | 1     | 9         | 2         | 1          | 1          | 46    | 21    |
| Шахтёр           | 2008/09          | 26        | 4         | 5     | 1     | 10        | 2         | 1          | 0          | 42    | 7     |
| Шахтёр           | 2009/10          | 22        | 6         | 2     | 1     | 6         | 1         | —          | —          | 30    | 8     |
| Шахтёр           | 2010/11          | 5         | 0         | —     | —     | —         | —         | 1          | 2          | 6     | 2     |
| Шахтёр           | Итого            | 82        | 27        | 14    | 3     | 25        | 5         | 3          | 3          | 124   | 38    |
| Днепр            | 2010/11          | 19        | 2         | 4     | 2     | 2         | 0         | —          | —          | 25    | 4     |
| Днепр            | 2011/12          | 4         | 0         | 2     | 0     | —         | —         | —          | —          | 6     | 0     |
| Днепр            | Итого            | 23        | 2         | 6     | 2     | 2         | 0         | —          | —          | 31    | 4     |
| → Карпаты        | 2011/12          | 8         | 3         | 2     | 1     | —         | —         | —          | —          | 10    | 4     |
| → Карпаты        | 2012/13          | 23        | 5         | 3     | 0     | —         | —         | —          | —          | 26    | 5     |
| → Карпаты        | 2013/14          | 28        | 10        | 2     | 0     | —         | —         | —          | —          | 30    | 10    |
| → Карпаты        | Итого            | 59        | 18        | 7     | 1     | —         | —         | —          | —          | 66    | 19    |
| Шахтёр           | 2014/15          | 19        | 11        | 7     | 4     | 3         | 0         | 1          | 1          | 30    | 16    |
| Шахтёр           | 2015/16          | 17        | 4         | 3     | 2     | 10        | 3         | 1          | 0          | 31    | 9     |
| Шахтёр           | Итого            | 36        | 15        | 10    | 6     | 13        | 3         | 2          | 1          | 61    | 25    |
| Всего за Шахтёр  | Всего за Шахтёр  | 118       | 42        | 24    | 9     | 38        | 8         | 5          | 4          | 185   | 63    |
| Динамо           | 2016/17          | 8         | 0         | —     | —     | 3         | 0         | —          | —          | 11    | 0     |
| Динамо           | Итого            | 8         | 0         | —     | —     | 3         | 0         | —          | —          | 11    | 0     |
| Карпаты          | 2016/17          | 13        | 4         | —     | —     | —         | —         | —          | —          | 13    | 4     |
| Карпаты          | 2017/18          | 9         | 1         | 1     | 0     | —         | —         | —          | —          | 10    | 1     |
| Карпаты          | Итого            | 22        | 5         | 1     | 0     | —         | —         | —          | —          | 23    | 5     |
| Всего за Карпаты | Всего за Карпаты | 81        | 23        | 8     | 1     | —         | —         | —          | —          | 89    | 24    |
| Черноморец       | 2017/18          | 9         | 2         | —     | —     | —         | —         | —          | —          | 9     | 2     |
| Черноморец       | Итого            | 9         | 2         | —     | —     | —         | —         | —          | —          | 9     | 2     |
| Ризеспор         | 2018/19          | 8         | 0         | 4     | 3     | —         | —         | —          | —          | 12    | 3     |
| Ризеспор         | Итого            | 8         | 0         | 4     | 3     | —         | —         | —          | —          | 12    | 3     |
| Адана Демирспор  | 2018/19          | —         | —         | —     | —     | —         | —         | —          | —          | —     | —     |
| Адана Демирспор  | Итого            | —         | —         | —     | —     | —         | —         | —          | —          | —     | —     |
| Всего за карьеру | Всего за карьеру | 328       | 91        | 47    | 16    | 43        | 8         | 5          | 4          | 423   | 119   |